# Nova Ves (Srbac, BiH)
Nova Ves je naseljeno mjesto u sastavu općine Srbac, Republika Srpska, BiH.

## Stanovništvo
| Nova Ves           |              |
| Godina popisa      | 1991.        |
| Srbi               | 285 (75,60%) |
| Hrvati             | 0            |
| Muslimani          | 0            |
| Jugoslaveni        | 47 (12,47%)  |
| ostali i nepoznato | 45 (11,93%)  |
| ukupno             | 377          |